# Nadja Michael

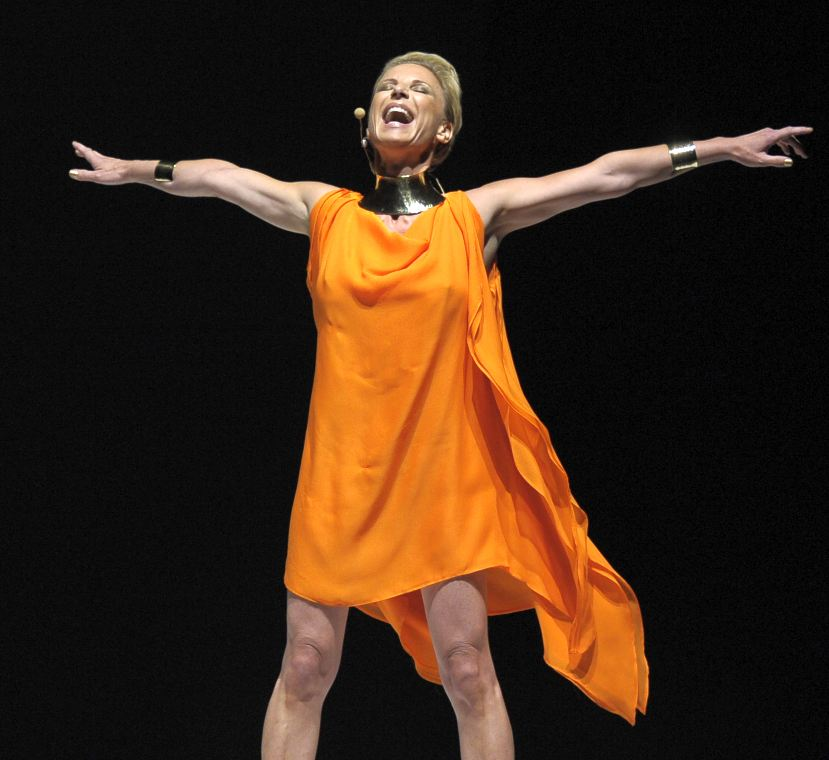
Nadja Michael, StyleNite 2010

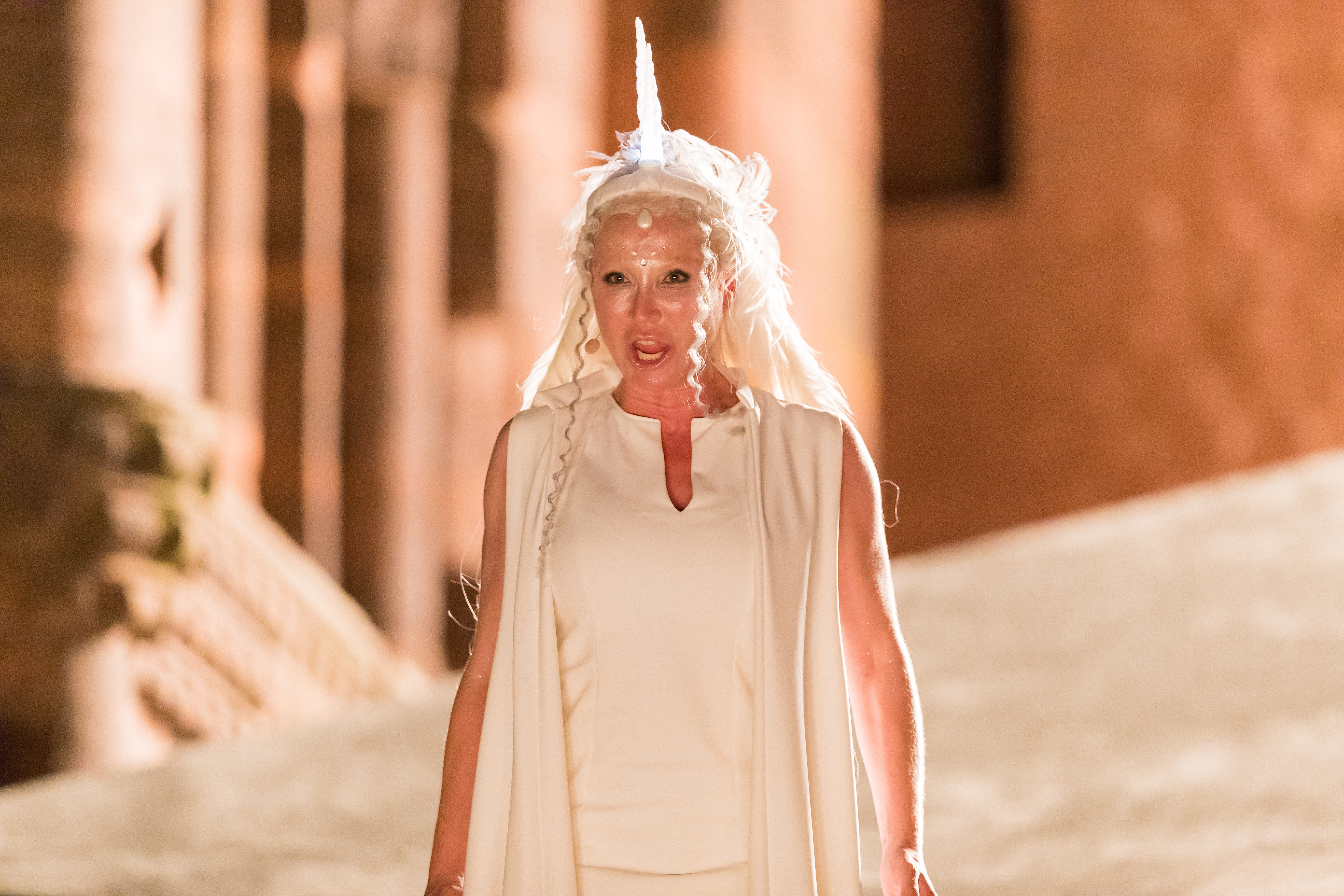
Nadja Michael 2017 bei den Nibelungenfestspielen

Nadja Michael (* 1969 in Wurzen) ist eine deutsche Opern-, Lied- und Oratoriensängerin (Mezzosopran und seit April 2005 Sopran).

## Leben
Nadja Michael wuchs in Gerichshain auf. Nachdem sie zunächst an der Kinder- und Jugendsportschule in Leipzig Leistungsschwimmerin werden sollte, wechselte sie später in eine Spezialschule für Musik, die Rudolf-Hildebrand-Schule Markkleeberg. Während dieser Zeit wohnte sie im Internat der Schule.
1989 verließ sie die DDR über Ungarn und ließ sich in Stuttgart nieder. Dort arbeitete sie in Boutiquen und als Model, um ihr Gesangsstudium finanzieren zu können. Sie studierte Gesang an der Jacobs School of Music der Indiana University Bloomington. Sie gewann Wettbewerbe, z. B. den Gesangswettbewerb des Bundesverbandes der Deutschen Industrie und war Stipendiatin der Studienstiftung des deutschen Volkes. Ihr Operndebüt gab sie 1993 bei den Ludwigsburger Festspielen als 3. Dame in der Zauberflöte. Die erste große Rolle der Sängerin war die Amastris in Xerxes von Georg Friedrich Händel am Opernhaus Wiesbaden im Jahr 1996. Es folgten die Carmen, Dulcinée, Olga und Warwara.
International gastierte sie an der Wiener Staatsoper, am Royal Opera House in London, an der Mailänder Scala, der Bayerischen Staatsoper in München, der Deutschen Oper Berlin, der Staatsoper Unter den Linden in Berlin, dem Neuen Nationaltheater in Tokio und in der Carnegie Hall sowie an der Metropolitan Opera in New York.
Nadja Michaels Repertoire umfasste vornehmlich die großen Partien des französischen und italienischen Faches, aber auch Kundry an der Oper Frankfurt und Hanna Glawari in Die lustige Witwe an der Berliner Staatsoper Unter den Linden.
Seit ihrem Fachwechsel von Mezzosopran zu Sopran singt sie Rollen wie Tosca, Lady Macbeth, Salome, Fidelio und Santuzza, im Frühjahr 2007 Salome in Luc Bondys Inszenierung an der Mailänder Scala. 2011 sang sie die Titelrolle in Médée, inszeniert von Stéphane Metge, weitere Rollen waren mit Kurt Streit und Gaëlle Arquez besetzt. Diese Version wurde im Fernsehen ausgestrahlt. Nadja Michael tritt auch mit Liedern und in Oratorien auf. Zu ihrem Repertoire zählen Werke von Robert Schumann, Hugo Wolf, Gustav Mahler, und anderen.
Im Frühjahr 2015 sang sie an der Metropolitan Opera in ungarischer Sprache die Rolle der Judith in Béla Bartóks Oper Herzog Blaubarts Burg.

## Auszeichnungen
- 2005: Prix d’Amis als beste Sängerin der Saison 2004/2005 (Amsterdam)
- 2005: Rose der Woche, Auszeichnung der Münchner tz für hervorragende kulturelle Leistungen (München)
- 2008: Berliner Bär (B.Z.-Kulturpreis)

## Diskografie
- Gustav Mahler: Sinfonie Nr. 2 c-Moll, Gilbert Kaplan (DGG)
- Giuseppe Verdi: Requiem, Gustav Kuhn (Arte Nova)